# Observatoire Isaac-Roberts
L'Observatoire Isaac-Roberts est un observatoire aujourd'hui détruit, situé dans la résidence privée de l'astronome Britannique Isaac Roberts à Crowborough, Sussex, actif à partir de 1890, lorsque Isaac Roberts l'a installé, jusqu'à sa mort en 1904. L'observatoire s'affiche dans la liste des codes d'observatoires du Minor Planet Center avec le code 001.

## L'histoire

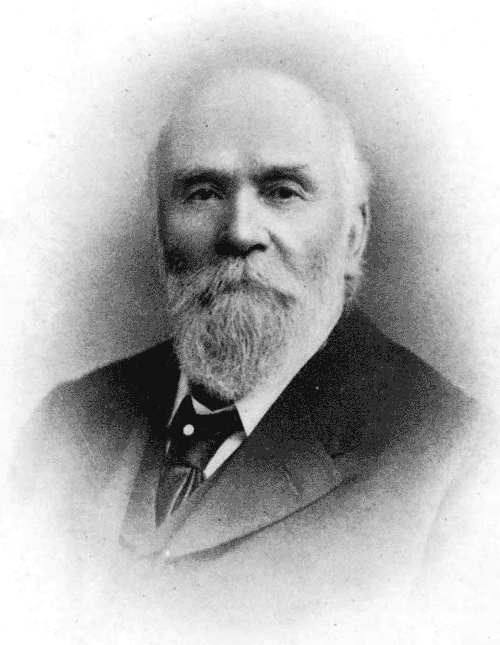
L'astronome Isaac Roberts.

Roberts commence ses observations astronomiques en 1878, et dès le début, il comprend la nécessité d'avoir les meilleures conditions d'observation pour faire des relevés photographiques. Comme de plus, en raison de sa bronchite chronique, il a besoin d'un meilleur climat pour sa santé, il cherche un nouvel emplacement approprié pour ses observations. En 1885, il acquiert une copie des Observations sur la Topographie et le Climat de  la Colline de Crowborough, Sussex par Charles L. Prince, décrivant et expliquant le climat de la région, précisément celles dont il avait besoin. Le propriétaire du terrain vend à Roberts une partie de sa propriété, de quatre acres (1.6 hectares), où il construit sa maison, y compris un observatoire en dôme pour abriter ses télescopes. En 1890 Isaac Roberts, qui a appelé la maison Starfield, y emménage. Dans sa nouvelle maison et à l'observatoire, il continue son travail — qui lui vaut, entre autres récompenses, la Médaille d'Or de la Royal Astronomical Society de Londres — jusqu'à sa mort en 1904.
En 1928, sa maison est achetée par le gouvernement local et transformée en bureaux. En 1935, les bureaux ont été prolongés entraînant la disparition de la coupole de l'observatoire. Enfin, dans les années 1980, en raison des besoins des collectivités locales, la maison a été vendue et démolie pour construire de nouvelles maisons. Le nouveau quartier est appelé Starfield, ce qui signifie littéralement "le champ des étoiles".

## Description
L'observatoire est situé au sommet de Crowborough Hill, une colline d'environ 250 m d'altitude, point culminant de la région environnante. Les bâtiments ont été conçus pour permettre aux télescopes de descendre jusqu'à 20° au-dessus de l'horizon en visant au-dessus des toits de la maison. Près de l'observatoire, il y avait quelques bâtiments consacrés à un laboratoire photographique, avec une chambre noire et des équipements pour l'amélioration de la photographie. L'observatoire était relié à la maison par un couloir qui s'ouvrait dans la bibliothèque.
Le dôme de l'observatoire était hémisphérique, construit en bois et en cuivre sur le côté extérieur. Il y avait deux orifices d'environ 120 cm, fermés avec des portes qui s'ouvraient par le milieu, la moitié inférieure glissant horizontalement à la base de la coupole et de la moitié supérieure en rotation sur le dôme.

## Instrumentation

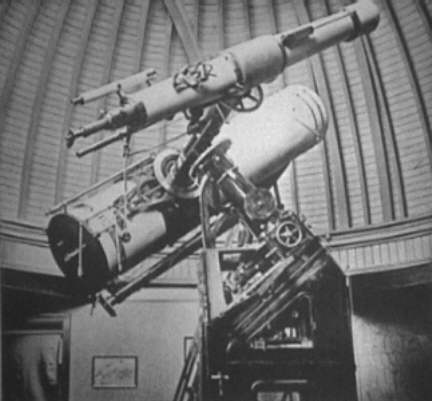
Les télescopes de 20 et 7 pouces de l'Observatoire de Isaac Roberts, à Crowborough, Sussex, royaume-Uni.

Au sein de l'observatoire étaient logés deux instruments d'observation : une lunette de 7 pouces (1 787 mm) de diamètre faite par Cooke, acheté par Roberts en 1878 ; et un réflecteur de 20 pouces (100 pouces (2 450 mm) de distance focale), fabriqué par Grubb et acheté en 1886. Avec l'aide de l'astronome William Huggins, Isaac Roberts avait fait en sorte que les deux télescopes aient une autonomie de mouvement en déclinaison, alors que la mécanique de montage, qui maintenait l'ascension droite, était commune aux deux instruments.